# دو دل و یک دلبر
دو دل و یک دلبر فیلمی به کارگردانی نصرت‌الله وحدت و نویسندگی نصرت‌الله وحدت و حسن شیرازی محصول سال ۱۳۴۸ است.

## خلاصه داستان
«لوچینا» برای دیدار آثار تاریخی ایران به همراه محسن عازم شیراز و اصفهان می‌شود...

## بازیگران
- نصرت‌الله وحدت
- تقی ظهوری
- اینگرید اسپای
- میرمحمد تجدد
- حسن رضیانی
- فلورا
- محسن آراسته
- علی محمد رجایی